# Renault Type D
La Renault Type D est une automobile du constructeur automobile Renault, conçue par Louis Renault en 1901.

## Historique
En 1901 Louis Renault et ses frères conçoivent et commercialisent des évolutions de leurs Renault Type B et Renault Type C de 1900, avec cette Renault Type D, ainsi que la Renault Type E pour la compétition automobile.  

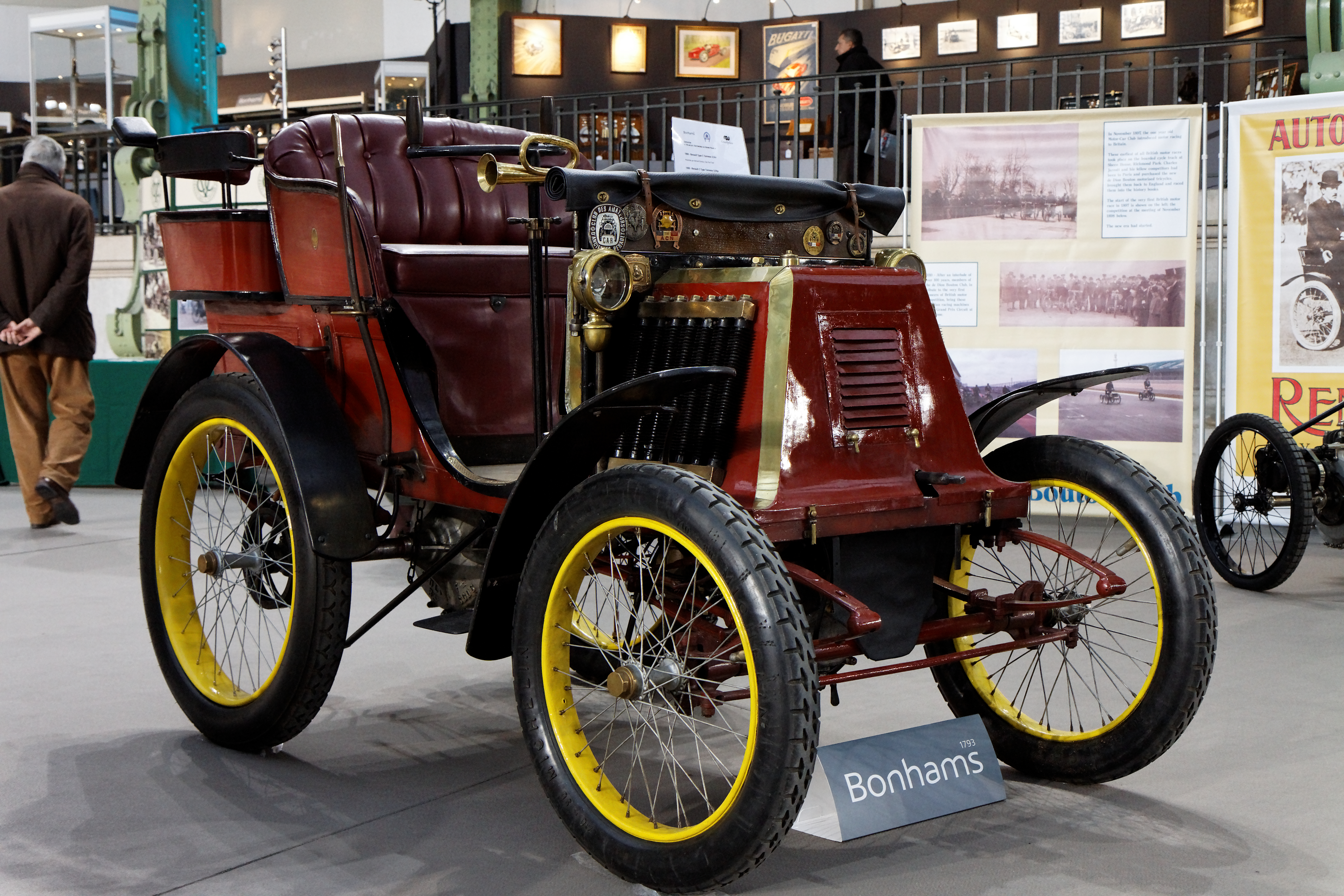
Renault Type C, Grand Palais de Paris.
Type D, course de voitures anciennes Londres-Brighton.

La Type D est la première voiture de la marque à être équipée d'un volant directionnel. Dérivée de la Type C, avec comme toutes les premières Renault de la marque, un moteur De Dion-Bouton 1 cylindre, poussé à quatre chevaux pour 40 km/h de vitesse de pointe, avec radiateurs de refroidissement latéraux. 

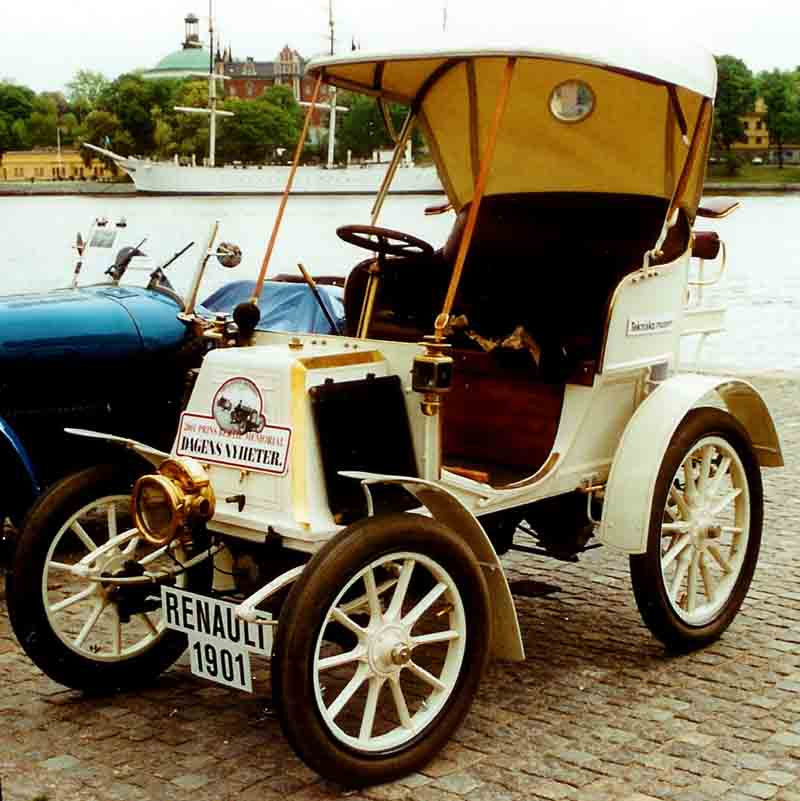
Phaéton avec capote en toile.
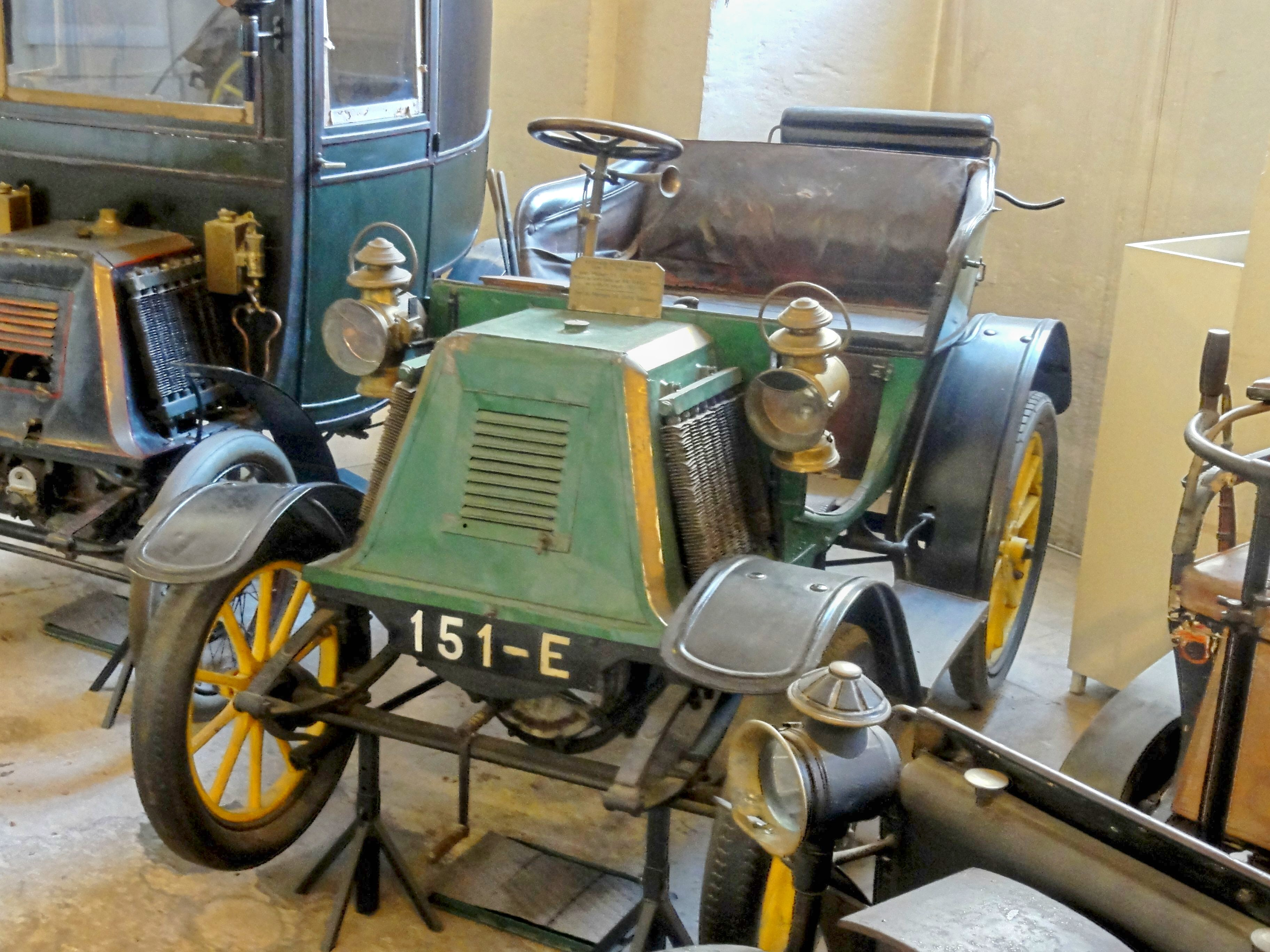
Musée automobile du château de Compiègne.
Course de voitures anciennes Londres-Brighton.

Elle est commercialisée avec deux versions de carrosserie Tonneau et Phaéton au prix initial 4 500 francs. La Type E est une déclinaison sportive de 6,5 chevaux pour la compétition. 
En 1902 les Renault Type G, Renault Type H et Renault Type K leur succèdent.